# Elecciones a los cabildos insulares de Canarias de 2019
Las elecciones a los Cabildos Insulares de Canarias se celebraron en toda la comunidad autónoma canaria el 26 de mayo del 2019, coincidiendo con las votaciones autonómicas, municipales y al Parlamento Europeo.

## Resumen
| Cir.  | PSOE | CC  |     |     | Nca | ASG |     | AH  |     | Presidente electo | Presidente electo        |
| Cir.  | Dip  | Dip | Dip | Dip | Dip | Dip | Dip | Dip | Dip | Presidente electo | Presidente electo        |
| ----- | ---- | --- | --- | --- | --- | --- | --- | --- | --- | ----------------- | ------------------------ |
| EH    | 4    | 3   | 1   |     |     |     |     | 4   | 1   |                   | Alpidio Armas (PSOE)     |
| FV    | 7    | 7   | 4   | 2   | 3   |     |     |     |     |                   | Blas Acosta (PSOE)       |
| GC    | 8    | 3   | 6   | 2   | 8   |     | 2   |     |     |                   | Antonio Morales (NCa)    |
| LG    | 3    | 1   |     | 2   |     | 11  |     |     |     |                   | Casimiro Curbelo (ASG)   |
| LP    | 7    | 8   | 6   |     |     |     |     |     |     |                   | Mariano Zapata (PP)      |
| LZ    | 9    | 8   | 4   | 3   |     |     |     |     |     |                   | Mª Dolores Corujo (PSOE) |
| TF    | 11   | 11  | 4   | 3   |     |     | 2   |     |     |                   | Pedro Martín (PSOE)      |
| Total | 49   | 41  | 25  | 12  | 11  | 11  | 4   | 4   | 1   |                   |                          |

Coalición Canaria fue el partido que venció en más islas (Tenerife, La Palma y Fuerteventura). No obstante, perdió el control las islas que gobernaba, incluyendo Lanzarote y El Hierro, que fueron vencidas por el Partido Socialista Obrero Español. En el caso de La Palma, el PSOE y el Partido Popular formaron gobierno impidiendo a CC ocupar la presidencia del cabildo. En Tenerife el PSOE y Ciudadanos pactaron desalojar a CC tras 32 en el Cabildo, con el apoyo de Podemos-Sí Se Puede. En Fuerteventura PSOE, Nueva Canarias y Podemos impidieron un gobierno de CC Sin embargo, CC recuperó el poder en la isla tras una moción de censura pactada por CC, PP y NCa-AMF debido a los casos de corrupción del entonces presidente Blas Acosta. Para el final de la legislatura, en Fuerteventura hubo un gobierno en minoría de AMF con solo dos consejeros. Por otro lado, en El Hierro, Gran Canaria, La Gomera y Lanzarote acabaron gobernando los partidos ganadores, en todas ellas salvo La Gomera con pactos.

## Cabildo Insular de El Hierro
Los resultados de las elecciones al Cabildo Insular de El Hierro fueron los siguientes:
| Candidaturas           | Candidaturas                                         | Candidato                | Votos                | %                    | Escaños              |
| ---------------------- | ---------------------------------------------------- | ------------------------ | -------------------- | -------------------- | -------------------- |
|                        | Partido Socialista de Canarias (PSC)                 | Alpidio Armas            | 1.695                | 26,6%                | 4                    |
|                        | Agrupación Electores por El Hierro (AExEH)           | David Cabrera            | 1.513                | 23,8%                | 4                    |
|                        | A. Herreña Independiente-Coalición Canaria (AHI-CCa) | Belén Allende            | 1.321                | 20,8%                | 3                    |
|                        | Partido Popular (PP)                                 | Santiago Miguel González | 645                  | 10,1%                | 1                    |
|                        | El Hierro Puede-Izquierda Unida Canaria (Puede IUC)  | Amado Carballo           | 472                  | 7,4%                 | 1                    |
|                        | Unión Frontera (UF)                                  |                          | 320                  | 5,0%                 | -                    |
|                        | Nueva Canarias-Frente Amplio (NC-FA)                 |                          | 179                  | 2,8%                 | -                    |
|                        | Ciudadanos (Cs)                                      |                          | 95                   | 1,5%                 | -                    |
|                        | Unión de Ciudadanos Independientes (UCIN)            |                          | 36                   | 0,6%                 | -                    |
| Votos a candidaturas   | Votos a candidaturas                                 | Votos a candidaturas     | 6.276                | 98,6%                | 13                   |
| Blancos                | Blancos                                              | Blancos                  | 36                   | 0,6%                 |                      |
| Votos válidos          | Votos válidos                                        | Votos válidos            | 6.312                | 99,2%                |                      |
| Nulos                  | Nulos                                                | Nulos                    | 51                   | 0,8%                 |                      |
| Votantes               | Votantes                                             | Votantes                 | 6.363                | 75,3%                |                      |
| Electores              | Electores                                            | Electores                | 8.446                | 100,0%               |                      |
| Presidente titular     | Presidente titular                                   | Presidente electo        | Presidente electo    | Presidente electo    | Presidente electo    |
| Belén Allende (AHI-CC) | Belén Allende (AHI-CC)                               | Alpidio Armas (PSOE)     | Alpidio Armas (PSOE) | Alpidio Armas (PSOE) | Alpidio Armas (PSOE) |

## Cabildo Insular de Fuerteventura
Los resultados de las elecciones al Cabildo Insular de Fuerteventura fueron los siguientes:
| Candidaturas             | Candidaturas                                             | Candidato            | Votos               | %                   | Escaños             |
| ------------------------ | -------------------------------------------------------- | -------------------- | ------------------- | ------------------- | ------------------- |
|                          | Coalición Canaria-Partido Nacionalista Canario (CCa-PNC) | Lola García          | 9.321               | 24,9%               | 7                   |
|                          | Partido Socialista de Canarias (PSC)                     | Blas Acosta          | 8.482               | 22,7%               | 7                   |
|                          | Partido Popular (PP)                                     | Claudio Gutierrez    | 5.200               | 13,9%               | 4                   |
|                          | Nueva Canarias-A. Municipales de Fuerteventura (NC-AMF)  | Alejandro Jorge      | 3.983               | 10,6%               | 3                   |
|                          | Sí Podemos Canarias (Podemos-Equo-Sí Se Puede)           | Gustavo García       | 2.567               | 6,9%                | 2                   |
|                          | Ciudadanos (Cs)                                          | Javier Tendero       | 1.769               | 4,7%                | -                   |
|                          | Gana Fuerteventura (PPMAJO-UP Majorero)                  | Águeda Montelongo    | 1.725               | 4,6%                | -                   |
|                          | Partido de Fuerteventura                                 |                      | 1.185               | 3,2%                | -                   |
|                          | Vox                                                      |                      | 1.044               | 2,8%                | -                   |
|                          | Votemos Fuerteventura                                    |                      | 486                 | 1,3%                | -                   |
|                          | Contigo Somos Democracia                                 |                      | 461                 | 1,2%                | -                   |
| Votos a candidaturas     | Votos a candidaturas                                     | Votos a candidaturas | 36.223              | 96,8%               | 23                  |
| Blancos                  | Blancos                                                  | Blancos              | 522                 | 1,4%                |                     |
| Votos válidos            | Votos válidos                                            | Votos válidos        | 36.745              | 98,2%               |                     |
| Nulos                    | Nulos                                                    | Nulos                | 678                 | 1,8%                |                     |
| Votantes                 | Votantes                                                 | Votantes             | 37.423              | 56,7%               |                     |
| Electores                | Electores                                                | Electores            | 65.995              | 100,0%              |                     |
| Presidente titular       | Presidente titular                                       | Presidente electo    | Presidente electo   | Presidente electo   | Presidente electo   |
| Marcial Morales (CC-PNC) | Marcial Morales (CC-PNC)                                 | Blas Acosta (PSOE)*  | Blas Acosta (PSOE)* | Blas Acosta (PSOE)* | Blas Acosta (PSOE)* |

(*) Al principio de la legislatura, Lola García fue designada como presidenta electa del Cabildo al haber ganado las elecciones en Fuerteventura (el candidato del partido ganador de las elecciones es directamente designado al cargo de presidente aun no teniendo apoyos para gobernar). Sin embargo, el PSOE, NC-AMF y Podemos desalojaron a CC del poder convirtiendo a Blas Acosta en presidente del cabildo. Sin embargo, en 2021 prosperó una moción de censura apoyada por CC, PP y NC-AMF. Al final de la legislatura, AMF gobierna en minoría con solo dos concejales.

## Cabildo Insular de Gran Canaria
Los resultados de las elecciones al Cabildo Insular de Gran Canaria fueron los siguientes:
| Candidaturas          | Candidaturas                                         | Candidato                   | Votos                 | %                     | Escaños               |
| --------------------- | ---------------------------------------------------- | --------------------------- | --------------------- | --------------------- | --------------------- |
|                       | Nueva Canarias-Frente Amplio (NC-FA)                 | Antonio Morales             | 94.576                | 25,5%                 | 8                     |
|                       | Partido Socialista de Canarias (PSC)                 | Luis Ibarra                 | 90.133                | 24,3%                 | 8                     |
|                       | Partido Popular (PP)                                 | Marco Aurelio Pérez         | 65.490                | 17,7%                 | 6                     |
|                       | Coalición Canaria-Unidos por Gran Canaria (CCa-UxGC) | José Miguel Bravo de Laguna | 39.243                | 10,6%                 | 3                     |
|                       | Sí Podemos Canarias (Podemos-Equo-Sí Se Puede)       | Conchi Monzón               | 26.415                | 7,1%                  | 2                     |
|                       | Ciudadanos (Cs)                                      | Ruymán Santana              | 25.474                | 6,9%                  | 2                     |
|                       | Vox                                                  |                             | 9.127                 | 2,5%                  | -                     |
|                       | Partido Animalista Con el Medio Ambiente (PACMA)     |                             | 4.261                 | 1,2%                  | -                     |
|                       | Más por Gran Canaria                                 |                             | 2.761                 | 0,7%                  | -                     |
|                       | Izquierda Unida (IU)                                 |                             | 2.219                 | 0,6%                  | -                     |
|                       | Ahora Canarias                                       |                             | 1.471                 | 0,4%                  | -                     |
|                       | Por un Mundo Más Justo (PM+J)                        |                             | 686                   | 0,2%                  | -                     |
|                       | Partido Comunista del Pueblo Canario                 |                             | 587                   | 0,2%                  | -                     |
|                       | Partido Roque de Gando (PRG)                         |                             | 521                   | 0,1%                  | -                     |
|                       | VOTATE                                               |                             | 417                   | 0,1%                  | -                     |
|                       | Contigo Somos Democracia                             |                             | 309                   | 0,1%                  | -                     |
| Votos a candidaturas  | Votos a candidaturas                                 | Votos a candidaturas        | 363.690               | 98,2%                 | 29                    |
| Blancos               | Blancos                                              | Blancos                     | 3.805                 | 1,0%                  |                       |
| Votos válidos         | Votos válidos                                        | Votos válidos               | 367.495               | 99,2%                 |                       |
| Nulos                 | Nulos                                                | Nulos                       | 2.868                 | 0,8%                  |                       |
| Votantes              | Votantes                                             | Votantes                    | 370.363               | 56,2%                 |                       |
| Electores             | Electores                                            | Electores                   | 659.175               | 100,0%                |                       |
| Presidente titular    | Presidente titular                                   | Presidente electo           | Presidente electo     | Presidente electo     | Presidente electo     |
| Antonio Morales (NCa) | Antonio Morales (NCa)                                | Antonio Morales (NCa)       | Antonio Morales (NCa) | Antonio Morales (NCa) | Antonio Morales (NCa) |

## Cabildo Insular de La Gomera
Los resultados de las elecciones al Cabildo Insular de La Gomera fueron los siguientes:
| Candidaturas           | Candidaturas                                             | Candidato                 | Votos                  | %                      | Escaños                |
| ---------------------- | -------------------------------------------------------- | ------------------------- | ---------------------- | ---------------------- | ---------------------- |
|                        | Agrupación Socialista Gomera                             | Casimiro Curbelo          | 6.969                  | 57,0%                  | 11                     |
|                        | Partido Socialista de Canarias (PSC)                     | Ángel Rafael Fariña       | 1.799                  | 14,7%                  | 3                      |
|                        | Sí Se Puede (SSP)                                        | Rubén Martínez            | 1.555                  | 12,7%                  | 2                      |
|                        | Coalición Canaria-Partido Nacionalista Canario (CCa-PNC) | Sara Guadalupe Arteaga    | 673                    | 5,5%                   | 1                      |
|                        | Partido Popular (PP)                                     | Francisco Damián Torres   | 541                    | 4,4%                   | -                      |
|                        | Nueva Canarias-Frente Amplio (NCa)                       | Alfredo Sebastián Herrera | 508                    | 4,2%                   | -                      |
| Votos a candidaturas   | Votos a candidaturas                                     | Votos a candidaturas      | 12.045                 | 98,6%                  | 17                     |
| Blancos                | Blancos                                                  | Blancos                   | 80                     | 0,7%                   |                        |
| Votos válidos          | Votos válidos                                            | Votos válidos             | 12.125                 | 99,2%                  |                        |
| Nulos                  | Nulos                                                    | Nulos                     | 96                     | 0,8%                   |                        |
| Votantes               | Votantes                                                 | Votantes                  | 12.221                 | 76,1%                  |                        |
| Electores              | Electores                                                | Electores                 | 16.050                 | 100,0%                 |                        |
| Presidente titular     | Presidente titular                                       | Presidente electo         | Presidente electo      | Presidente electo      | Presidente electo      |
| Casimiro Curbelo (ASG) | Casimiro Curbelo (ASG)                                   | Casimiro Curbelo (ASG)    | Casimiro Curbelo (ASG) | Casimiro Curbelo (ASG) | Casimiro Curbelo (ASG) |

## Cabildo Insular de La Palma
Los resultados de las elecciones al Cabildo Insular de La Palma fueron los siguientes:
| Candidaturas           | Candidaturas                                             | Candidato                      | Votos                          | %                              | Escaños                        |
| ---------------------- | -------------------------------------------------------- | ------------------------------ | ------------------------------ | ------------------------------ | ------------------------------ |
|                        | Coalición Canaria-Partido Nacionalista Canario (CCa-PNC) | Nieves Lady Barreto            | 12.824                         | 29,5%                          | 8                              |
|                        | Partido Socialista de Canarias (PSC)                     | Anselmo Pestana                | 12.519                         | 28,8%                          | 7                              |
|                        | Partido Popular (PP)                                     | Mariano Hernández Zapata       | 10.928                         | 25,2%                          | 6                              |
|                        | Sí Podemos Canarias (Podemos-Equo-Sí Se Puede)           |                                | 1.557                          | 3,6%                           | -                              |
|                        | Nueva Canarias-Frente Amplio (NC-FA)                     |                                | 1.495                          | 3,4%                           | -                              |
|                        | Ciudadanos (Cs)                                          |                                | 1.034                          | 2,4%                           | -                              |
|                        | Izquierda Unida (IU)                                     |                                | 896                            | 2,1%                           | -                              |
|                        | Vox                                                      |                                | 717                            | 1,7%                           | -                              |
|                        | Canarias por el Progreso (Ci-Progreso)                   |                                | 321                            | 0,7%                           | -                              |
|                        | Pueblos de Benahoare (PdB)                               |                                | 152                            | 0,3%                           | -                              |
| Votos a candidaturas   | Votos a candidaturas                                     | Votos a candidaturas           | 42.443                         | 97,7%                          | 21                             |
| Blancos                | Blancos                                                  | Blancos                        | 442                            | 1,0%                           |                                |
| Votos válidos          | Votos válidos                                            | Votos válidos                  | 42.885                         | 98,7%                          |                                |
| Nulos                  | Nulos                                                    | Nulos                          | 552                            | 1,3%                           |                                |
| Votantes               | Votantes                                                 | Votantes                       | 43.437                         | 68,1%                          |                                |
| Electores              | Electores                                                | Electores                      | 63.790                         | 100,00%                        |                                |
| Presidente titular     | Presidente titular                                       | Presidente electo              | Presidente electo              | Presidente electo              | Presidente electo              |
| Anselmo Pestana (PSOE) | Anselmo Pestana (PSOE)                                   | Mariano Hernández Zapata (PP)* | Mariano Hernández Zapata (PP)* | Mariano Hernández Zapata (PP)* | Mariano Hernández Zapata (PP)* |

(*) Al principio de la legislatura, Nieves Lady Barreto fue designada como presidenta electa del Cabildo al haber ganado las elecciones en La Palma (el candidato del partido ganador de las elecciones es directamente designado al cargo de presidente aun no teniendo apoyos para gobernar). Sin embargo, el PSOE y el PP pactaron la formación de gobierno desalojando a CC del poder. 

## Cabildo Insular de Lanzarote
Los resultados de las elecciones al Cabildo Insular de Lanzarote fueron los siguientes:
| Candidaturas             | Candidaturas                                             | Candidato             | Votos                 | %                     | Escaños               |
| ------------------------ | -------------------------------------------------------- | --------------------- | --------------------- | --------------------- | --------------------- |
|                          | Partido Socialista de Canarias (PSC)                     | Dolores Corujo        | 13.905                | 28,0%                 | 9                     |
|                          | Coalición Canaria-Partido Nacionalista Canario (CCa-PNC) | Pedro San Ginés       | 13.635                | 27,4%                 | 8                     |
|                          | Partido Popular (PP)                                     | Jacobo Medina         | 6.784                 | 13,7%                 | 4                     |
|                          | Lanzarote en Pie-Sí Podemos (Podemos-Equo-SSP)           | Nona Perera           | 3.714                 | 7,5%                  | 2                     |
|                          | Ciudadanos (Cs)                                          | David Rodríguez       | 2.394                 | 4,8%                  | -                     |
|                          | Somos Lanzarote-Nueva Canarias (SOMOSLAN-NC)             | Paula Corujo          | 2.336                 | 4,7%                  | -                     |
|                          | Lanzarote Avanza (LAVA)                                  |                       | 2.239                 | 4,5%                  | -                     |
|                          | Vox                                                      |                       | 1.177                 | 2,4%                  | -                     |
|                          | Unidos por Lanzarote (UP Lanzarote)                      |                       | 713                   | 1,4%                  | -                     |
|                          | Izquierda Unida (IU)                                     |                       | 642                   | 1,3%                  | -                     |
|                          | Todos por Lanzarote                                      |                       | 434                   | 0,9%                  | -                     |
|                          | Fuerza Vecinal Lanzarote                                 |                       | 316                   | 0,6%                  | -                     |
|                          | Ahora Canarias                                           |                       | 124                   | 0,2%                  | -                     |
|                          | Contigo Somos Democracia                                 |                       | 46                    | 0,1%                  | -                     |
| Votos a candidaturas     | Votos a candidaturas                                     | Votos a candidaturas  | 48.458                | 97,6%                 | 23                    |
| Blancos                  | Blancos                                                  | Blancos               | 734                   | 1,5%                  |                       |
| Votos válidos            | Votos válidos                                            | Votos válidos         | 49.192                | 99,0%                 |                       |
| Nulos                    | Nulos                                                    | Nulos                 | 483                   | 1,0%                  |                       |
| Votantes                 | Votantes                                                 | Votantes              | 49.675                | 51,9%                 |                       |
| Electores                | Electores                                                | Electores             | 95.715                | 100,0%                |                       |
| Presidente titular       | Presidente titular                                       | Presidente electo     | Presidente electo     | Presidente electo     | Presidente electo     |
| Pedro San Ginés (CC-PNC) | Pedro San Ginés (CC-PNC)                                 | Dolores Corujo (PSOE) | Dolores Corujo (PSOE) | Dolores Corujo (PSOE) | Dolores Corujo (PSOE) |

## Cabildo insular de Tenerife
A continuación, se muestran las candidaturas que superaron un 1% de los votos, mientras que el resto quedan en "otras candidaturas":
| Candidatura                   | Candidatura                                 | Candidato          | Votos   | %                               | Escaños                         |
| ----------------------------- | ------------------------------------------- | ------------------ | ------- | ------------------------------- | ------------------------------- |
|                               | Coalición Canaria (CC)                      | Carlos Alonso      | 117 467 | 31,11                           | 11                              |
|                               | Partido Socialista de Canarias (PSC)        | Pedro Martín       | 116 122 | 30,76                           | 11                              |
|                               | Partido Popular (PP)                        | Lope Afonso        | 47 391  | 12,55                           | 4                               |
|                               | Podemos-Equo-Sí se puede (Podemos-Equo-SSP) | María José Belda   | 35 666  | 9,45                            | 3                               |
|                               | Ciudadanos (Ciudadanos)                     | Enrique Arriaga    | 23 832  | 6,31                            | 2                               |
| Vox                           | Vox                                         | Raquel Atienza     | 8 542   | 2,26                            | 0                               |
| NC-FA                         | NC-FA                                       | Valentín Correa    | 7 008   | 1,86                            | 0                               |
| PACMA                         | PACMA                                       |                    | 5 226   | 1,38                            | 0                               |
| Izquierda Unida Canaria (IUC) | Izquierda Unida Canaria (IUC)               |                    | 4 023   | 1,07                            | 0                               |
| En blanco                     | En blanco                                   | En blanco          | 3 913   | 1,03                            |                                 |
| Otras candidaturas            | Otras candidaturas                          | Otras candidaturas | 8 373   | 2,2                             | 0                               |
| Votos válidos                 | Votos válidos                               | Votos válidos      | 377 563 | 99,93                           | 27                              |
| Votos nulos                   | Votos nulos                                 | Votos nulos        | 2.555   | Participación: \| \| 58,36 % \| | Participación: \| \| 58,36 % \| |
| Votantes                      | Votantes                                    | Votantes           | 380.118 | Participación: \| \| 58,36 % \| | Participación: \| \| 58,36 % \| |
| Electores                     | Electores                                   | Electores          | 663.915 | Participación: \| \| 58,36 % \| | Participación: \| \| 58,36 % \| |
|                               | 58,36 %                                     |                    |         |                                 |                                 |

| Presidente titular     | Presidente electo   |
| Carlos Alonso (CC-PNC) | Pedro Martín (PSOE) |
| ---------------------- | ------------------- |

### Candidatos
| Partido Político                  | Candidato                       | Cargos Anteriores |
| --------------------------------- | ------------------------------- | --- |
| Coalición Canaria                 | Carlos Enrique Alonso Rodríguez | Gerente de Metropolitano de Tenerife,                                                                                           |
| Partido Socialista Obrero Español | Pedro Manuel Martín Domínguez   | Alcalde de Guía de Isora (1995-2019) Diputado parlamento de Canarias (2011-2013) Vicepresidente primero de la FECAM (2010-2011) |
| Partido Popular                   | Lope Domingo Afonso Hernández   | Alcalde de Puerto de La Cruz (2015-2019)                                                                                        |
| Podemos-Equo-Sí se puede          | María José Belda Díaz           | Psicóloga forense, experta en metodología didáctica                                                                             |
| Ciudadanos                        | Enrique Arriaga Álvarez         | exresponsable de unidad en el Servicio Técnico de Prevención de Riesgos Laborales del Cabildo de Tenerife                       |